# Гуццони, Альфредо
Альфре́до Гуццо́ни (итал. Alfredo Guzzoni, 11 апреля 1877, Мантуя — 15 апреля 1965, Рим) — генерал итальянской армии.

## Биография
Альфредо Гуццони родился 12 апреля 1877 года в городе Мантуя провинции Мантуя в Ломбардии.
Принимал участие в Итало-Турецкой войне 1911 года. Во время Первой мировой войны был начальником штаба 7-й и 11-й дивизий. С 1918 года — начальник штаба 3-го армейского корпуса. В 1929 командовал 58-м пехотным полком, а в следующем году его назначили командовать 3-й альпийской бригадой. В период с 1933 по 1934 гг. был начальником Военной Академии Модены. Во время второй Итало-Эфиопской войны командовал 21-й пехотной дивизией. Губернатор Эритреи в 1936 году. В 1937 — командир 11-го корпуса.
В 1939 году Гуццони доверили командовать Экспедиционным корпусом в Албании (Операция ОМТ). После вступления Италии в войну в 1940 году, Альфредо Гуццони был назначен командиром 4-й армии на фронте в Французских Альпах. В январе 1941 он оставляет фронт и становится начальником Главного Штаба итальянских вооружённых сил (вместо генерала Уго Каваллеро). Следующий год провёл на Сицилии на посту командира 6-го корпуса. В 1943 году он командовал итало-немецкими силами (вместе с Альбертом Кессельрингом) во время высадки войск союзников в Сицилии. После отступления итало-немецких войск с юга Италии, смещён со своей должности и вышел на пенсию. Однако, после 8 сентября был арестован войсками Итальянской Социальной Республики и осуждён как предатель. Тем не менее, под контролем немцев, чтобы избежать расстрела, командовал войсками Итальянской социальной республики.
Умер в Риме в 1965 году.